# Blackoustic
Blackoustic é um álbum acústico lançado pelo vocalista do Stratovarius Timo Kotipelto em parceria com o ex-guitarrista do Sonata Arctica Jani Liimatainen. Ambos já haviam trabalhado juntos no grupo Cain's Offering. O álbum foi lançado em 19 de outubro de 2012.
Os dois já estavam tocando juntos ao vivo na Finlândia há algum tempo, e os fãs estavam pedindo um lançamento de estúdio, para que pudessem ouvir as músicas em casa, com qualidade. No início, eles levavam a ideia na brincadeira, mas depois decidiram lançar um trabalho gravado. Inicialmente, o trabalho seria financiado por eles mesmos e vendido nos shows, mas eles também mudaram essa ideia e recorreram à gravadora Earmusic, que vem lançando todos os álbuns do Stratovarius desde o Polaris.
Todas as músicas do álbum são covers, exceto "Where My Rainbow Ends", escrita por Jani. Sobre a faixa, Jani comentou:
| “ | Eu lembro de uma música que eu escrevi no último inverno. Originalmente era uma faixa instrumental, mas depois de ouví-la eu pensei que a melodia iria funcionar bem com vocais. Nós rearranjamos a canção em um formato acústico e - por força do hábito - eu escrevi as letras para ela na noite anterior ao nosso último dia de gravações. Ela acabou ficando surpreendentemente bonita e delicada. | ” |

Blackoustic figurou nas paradas finlandesas na 13.ª posição. A Dupla esteve em turnê pela Finlândia e as apresentações foram até o dia 23 de novembro.

## Faixas
| N.º | Título                                                                                           | Letras                                    | Duração |  |
| 1.  | "Sleep Well (cover do Kotipelto)" (Durma Bem)                                                    | Timo Kotipelto/Tuomas Wäinölä             | 3:35    |  |
| 2.  | "Out in the Fields (cover do Gary Moore, também foi regravada pelo Sonata Arctica)" (Nos Campos) | Gary Moore                                | 3:58    |  |
| 3.  | "Black Diamond (cover do Stratovarius)" (Diamante Negro)                                         | Timo Kotipelto/Timo Tolkki                | 4:05    |  |
| 4.  | "My Selene (cover do Sonata Arctica)" (Minha Selene)                                             | Jani Liimatainen                          | 4:54    |  |
| 5.  | "Behind Blue Eyes (cover do Pete Townshend)" (Atrás de Olhos Azuis)                              | Pete Townshend                            | 3:31    |  |
| 6.  | "Hunting High and Low (cover do Stratovarius)" (Procurando minunciosamente)                      | Timo Kotipelto/Timo Tolkki                | 4:43    |  |
| 7.  | "Where My Rainbow Ends (música original)" (Onde Meu Arco-íris Termina)                           | Jani Liimatainen                          | 3:30    |  |
| 8.  | "Speed of Light (cover do Stratovarius)" (Velocidade da Luz)                                     | Timo Kotipelto/Timo Tolkki                | 4:04    |  |
| 9.  | "Perfect Stangers (cover do Deep Purple)" (Perfeitos Estranhos)                                  | Ritchie Blackmore/Ian Gillan/Roger Glover | 4:28    |  |
| 10. | "Coming Home (cover do Stratovarius)" (Chegando em Casa)                                         | Timo Tolkki                               | 4:02    |  |
| 11. | "Serenity" (cover do Kotipelto)                                                                  | Timo Kotipelto                            | 5:24    |  |
| 12. | "Rainbow Eyes (cover do Rainbow)" (Olhos de Arco-íris)                                           | Ritchie Blackmore/Ronnie James Dio        | 6:00    |  |
| 13. | "Karjalan Kunnailla (música tradicional finlandesa)" (Nas colinas da Carélia)                    | Jani Liimatainen (arranjos)               | 2:37    |  |

## Músicos
- Timo Kotipelto - Vocais, violão de apoio
- Jani Liimatainen - Violão, backing vocais
- Matias Kupiainen - Mixagem, masterização